# Echinocereus berlandieri
Echinocereus berlandieri är en kaktusväxtart som först beskrevs av Georg George Engelmann, och fick sitt nu gällande namn av J.N. Haage. Echinocereus berlandieri ingår i släktet Echinocereus och familjen kaktusväxter. Inga underarter finns listade i Catalogue of Life.

## Bildgalleri

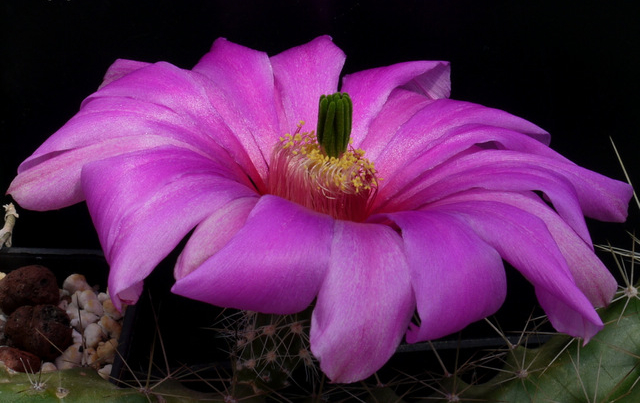
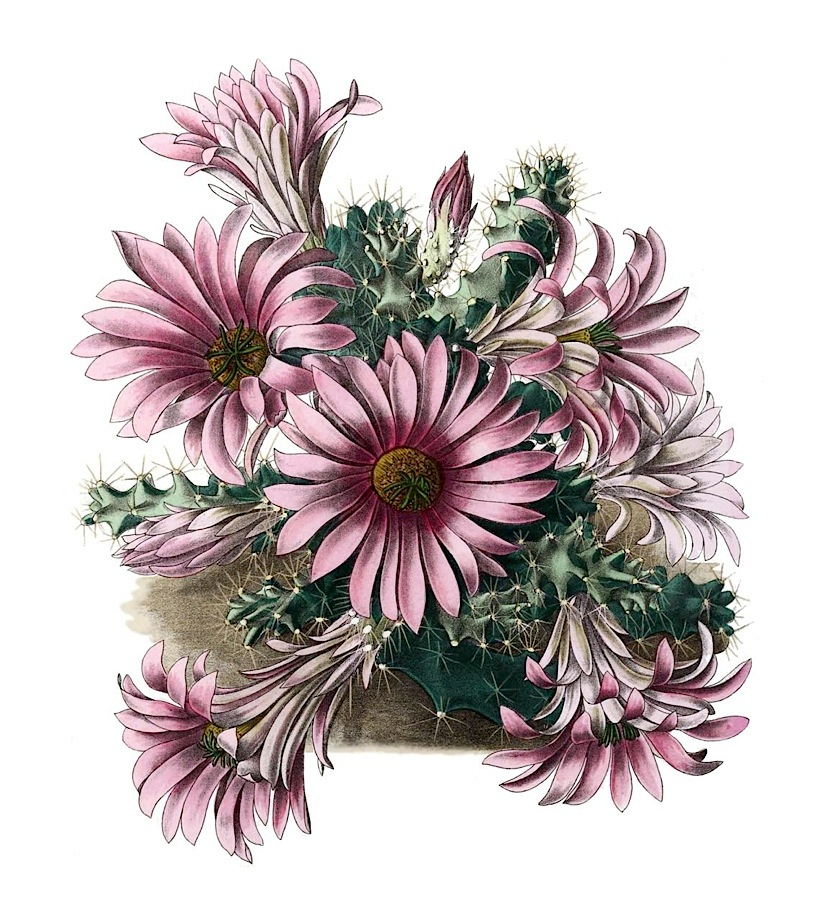
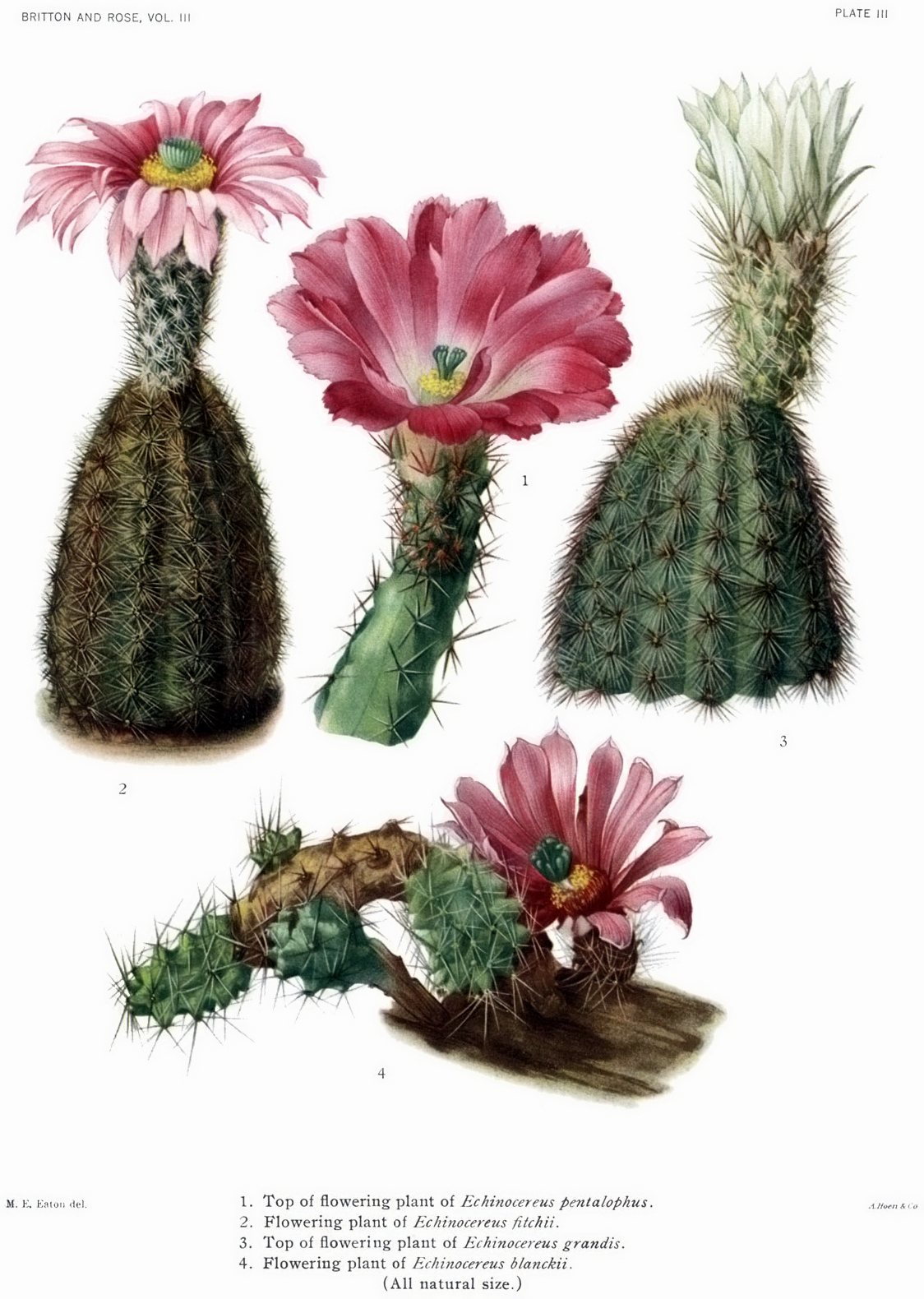